# Kambodschanische Badmintonmeisterschaft 1961
Die Kambodschanische Badmintonmeisterschaft 1961 fand in Phnom Penh statt. Es war die vierte Austragung der nationalen Titelkämpfe von Kambodscha im Badminton.

## Titelträger
| Disziplin    | Sieger                    |
| ------------ | ------------------------- |
| Herreneinzel | Smas Slayman              |
| Dameneinzel  | Ly Thien Huy              |
| Herrendoppel | Smas Slayman Yan Saravuth |
| Damendoppel  | nicht ausgetragen         |
| Mixed        | nicht ausgetragen         |